# Eugenio Prato
Eugenio Luigi Prato (* 4. Dezember 1903 in Fano (Marken); † unbekannt) war ein italienischer Diplomat.
Er war der Sohn von Maria Pia De Giovanni und Emanuele Filiberto Prato.

## Werdegang
Er wurde zum Doktor der Rechte promoviert.
1928 trat er in den auswärtigen Dienst und wurde Vicekonsul in Šibenik.
1936 wurde er als Gesandtschaftssekretär dritter Klasse von Casablanca nach Tirana versetzt
Von 1941 bis 1943, während der Besetzung Griechenlands durch die Deutsche Wehrmacht und italienische Truppen war er Konsul in Athen, stellvertretender Assistent von Pellegrino Ghigi, dem bevollmächtigten italienischen Minister in Athen. Prato half bei der Überführung von Juden aus der deutschen Besatzungszone in die italienische Zone. Er unterstützte den Generalkonsul Guelfo Zamboni bei der Rettung von Juden in Athen.
Nach der Besetzung Italiens durch deutsche Truppen verweigerte er der Italienischen Sozialrepublik die Gefolgschaft, wurde von den Nazis interniert und in ein Gefängnis in Verona verschubt.
Am 28. Juli 1944 wurde er als Konsul zweiter Klasse wieder in den auswärtigen Dienst gestellt.
Ab 5. September 1945 war er Gesandtschaftsrat in Moskau.
Von 1947 bis 1949 war er Stellvertretender Leiter der Abteilung Wirtschaft im Außenministerium.
Von 1949 bis 1952 war er Generalkonsul in Tunis.
Von 1952 bis 1958 leitete er die Abteilung Wirtschaft im Außenministerium.
Von 1959 bis 1961 war er Botschafter in Canberra.
Von 25. Juni 1964 bis 1969, während der Militärdiktatur in Brasilien, war er Botschafter in Rio de Janeiro. Wo er am 20. August 1969 in den Ordem do Rio Branco aufgenommen wurde.